# Stack-o-Tracks
Stack-o-Tracks är ett album som gavs ut 19 augusti 1968 av The Beach Boys. Albumet var gruppens sextonde LP och musiken är producerad av Brian Wilson (fast egentlig uppgift om producent saknas).
Skivan är en av pophistoriens märkligaste i så måtto alla låtarna är instrumentala versioner av tidigare utgivna Beach Boys-låtar. Det var skivbolaget Capitol som tryckte på för att ge ut en skiva, trots att gruppen inte hade något nytt material att ge ut. Nödlösningen blev att återutge 15 av Beach Boys mest kända låtar utan sång. Skivan försvann dock spårlöst från alla topplistor och blev under 20-talet år istället den mest värdefulla och svårfunna Beach Boys-albumet någonsin på begagnatmarknaden. Först 1990 återutgavs albumet för första gången (med tre extra låtar).

## Låtlista
1. "Darlin'" (Brian Wilson/Mike Love)
2. "Salt Lake City" (Brian Wilson)
3. "Sloop John B" (traditional)
4. "In My Room" (Brian Wilson/Gary Usher)
5. "Catch a Wave" (Brian Wilson)
6. "Wild Honey" (Brian Wilson/Mike Love)
7. "Little Saint Nick" (Brian Wilson)
8. "Do It Again" (Brian Wilson/Mike Love)
9. "Wouldn't It Be Nice" (Brian Wilson/Tony Asher)
10. "God Only Knows" (Brian Wilson/Tony Asher)
11. "Surfer Girl" (Brian Wilson)
12. "Little Honda" (Brian Wilson/Mike Love)
13. "Here Today" (Brian Wilson/Tony Asher)
14. "You're So Good To Me" (Brian Wilson)
15. "Let Him Run Wild" (Brian Wilson)
16. "Help Me, Rhonda" (Brian Wilson)
17. "California Girls" (Brian Wilson)
18. "Our Car Club" (Brian Wilson/Mike Love)

Fotnot: Spår 16-18 är bonusspår på CD-utgåvan från 1990.